# Trochoidea carinatoglobosa
Trochoidea carinatoglobosa е вид коремоного от семейство Hygromiidae.

## Разпространение
Видът е разпространен в Кипър.